# Hermann Frank (Mediziner)
Hermann Frank (* 26. Februar 1858 in Pleschen,  Provinz Posen; † 1. Oktober 1942 in Berlin) war ein deutscher Chirurg, Sachbuchautor und Publizist.

## Leben und Beruf
Hermann Frank studierte in Würzburg, Straßburg, Leipzig und Berlin. Nach der Promotion war er in den Jahren 1882 bis 1883 Assistent in der Inneren Abteilung des Städtischen Krankenhauses Berlin-Moabit unter Paul Guttmann.
In den Jahren 1884 bis 1888 war er als Assistent unter Ernst Hahn in der Chirurgischen Abteilung des Städtischen Krankenhauses Friedrichshain in Berlin tätig. Ab 1889 wirkte er dann als Chirurg in Berlin.
Er war 1893 bis 1895 Herausgeber der Berliner Klinik in Berlin. Ab 1898 war er Leiter der Pressbureaus für die deutschen Chirurgen und ständiger Referent für mehrere Zeitschriften.
Frank, der nach der „Machtergreifung“ Hitlers „gedemütigt und entrechtet“ wurde, beging am 1. Oktober 1942 Selbstmord.

## Publikationen
- Grundriss der Chirurgie. Ferdinand Enke, Stuttgart 1893.
- Über Nierenanheftung. 1886.
- Über Strumaoperationen. 1887.
- Über die Albuminurie bei Darmeinklemmung. 1888.
- Über die heutigen Methoden der Erysipelbehandlung. 1890.